# Gåsa-Pelle
Gåsa-Pelle, även Klurige Matti och hans gås, (ungerska: Lúdas Matyi) är en ungersk animerad film från 1977 baserad på dikten Lúdas Matyi av Mihály Fazekas. Filmen regisserades av Attila Dargay efter ett manus av Attila Dargay, József Nepp och József Romhányi, musiken komponerades av Tamás Daróci Bárdos, baserad på verk av Franz Liszt. Filmen producerades av Pannónia Filmstúdió och distribuerades av MOKÉP.
Den hade premiär i Ungern den 7 april 1977, först på biografen Uránia i Budapest.
Filmen var Dargays första tecknade långfilm, och den andra tecknade filmen att produceras i Ungern efter János vitéz fyra år tidigare.

## Handling
Gåsa-Pelle är en pojke som är kompis med en gås som en dag blir trakasserad av den onda godsherren Stenhjärta. Gåsa-Pelle lovar att hämnas på tre olika sätt.

## Rollista
- András Kern – Gåsa-Pelle/Klurige Matti som vuxen
- Péter Geszti – Gåsa-Pelle/Klurige Matti som barn
- László Csákányi – Stenhjärta, godsherren
- Gábor Agárdy – Ispán
- Antal Farkas – chefshajduk
- László Csurka – hajduk
- Gellért Raksányi – hajduk
- Sándor Suka – gevärlastare, skorstensbyggare
- Hilda Gobbi – moster Biri, matchmaker
- László Inke – helande smed
- Ferenc Zenthe – gammal hingst
- Gábor Maros – colt boy
- Feleki Kamill – skäggig gubbe
- Svag Árpád – gammal man med stor näsa
- Pál Bajka – björnaherde
- Károly Mécs – berättare[6]

### Svenska röster
- Tomas Bolme – berättare
- Benny Haag – Gåsa-Pelle
- Åke Lindström – herr Stenhjärta
- Bert-Åke Varg – bestraffare
- Övriga roller – Tomas Bolme, Åke Lindström, Bert-Åke Varg, Stig Engström, Robert Sjöblom, Benny Haag, Mia Benson, Elisabeth Nordkvist
- Regi – Kjelle Jansson
- Bearbetning – Tomas Bolme
- Studio – Videobolaget[7][8][9]